# Raimundo Viejo
Raimundo Viejo Viñas, né le 15 août 1969, est un homme politique espagnol membre de Podemos.
Il est élu député de la circonscription de Barcelone lors des élections générales de décembre 2015

## Biographie

### Vie privée
Il est divorcé et père de deux enfants. Polyglotte, il parle huit langues : castillan, allemand, français, italien, anglais, galicien, portugais et catalan.

### Profession
Raimundo Viejo Viñas est titulaire d'une licence en histoire et géographie. Il est docteur en sciences politiques. Il est éditeur et professeur universitaire.

### Activités politiques
Le 20 décembre 2015, il est élu député pour Barcelone au Congrès des députés et réélu en 2016.